# Miguel da Cruz Rangel
Dom Frei Miguel da Cruz Rangel, O.P. (? - Cochim, 14 de setembro de 1646) foi um religioso português, bispo de Cochim. Sabe-se que ficou alguns anos como missionário no Timor Português e em Malaca, antes de ser nomeado bispo de Cochim, cargo que exerceu entre 1631 e 1646. Entre 1634 e 1635, atuou como administrador apostólico da Arquidiocese de Goa.